# Edwin Arlington Robinson

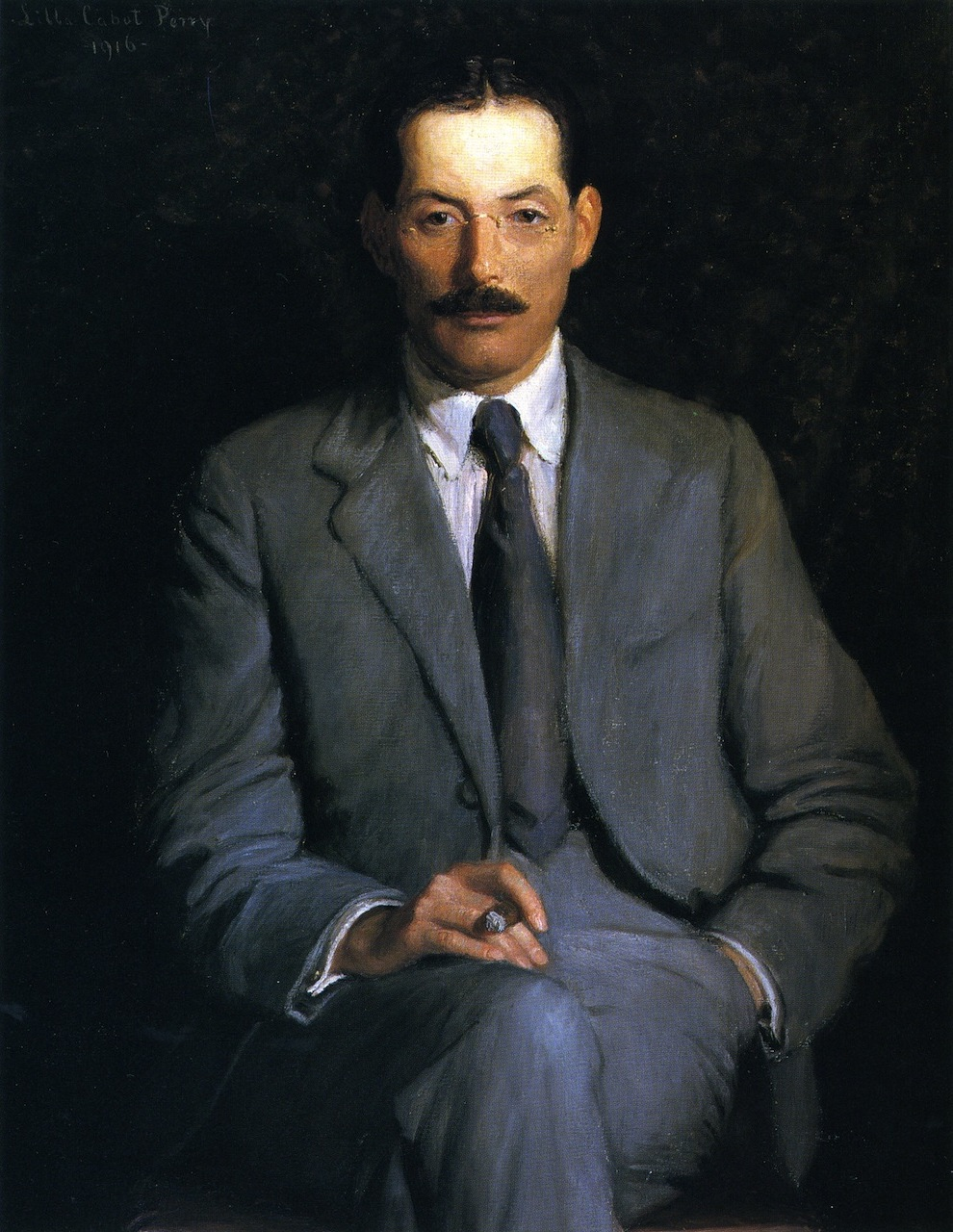
Edwin Arlington Robinson, porträtterad av Lilla Carbot Perry.

Edwin Arlington Robinson, född den 22 december 1869 i Head Tide, Maine, död den 6 april 1935 i New York, var en amerikansk författare.

## Biografi
Robinson hade haft affärsanställning i New York och skrivit flera blott av litterära personer uppskattade verk, när Theodore Roosevelt upptäckte honom och 1905 gav honom en väl avlönad plats i New Yorks tullkammare, där han stannade till 1910.
Robinson var en missanpassad idealist i dollarsamhället, och hans moderna ballader och elegier handlar ofta om havererade livsöden.
Robinsons verk är diktsamlingarna Children of the night (1897), Captain Craig (samma år), The town down the river (1910), The man against the sky (1916), The three taverns (1920), dramerna Van Zorn (1914) och The Porcupine (1915), de båda ur Artursagan hämtade eperna Merlin (1917) och Lancelot (1920) samt versberättelserna Avon's harvest (1921) och Roman Bartholow (1923). Hans Collected poems utkom 1921.